# ترور راجیو گاندی

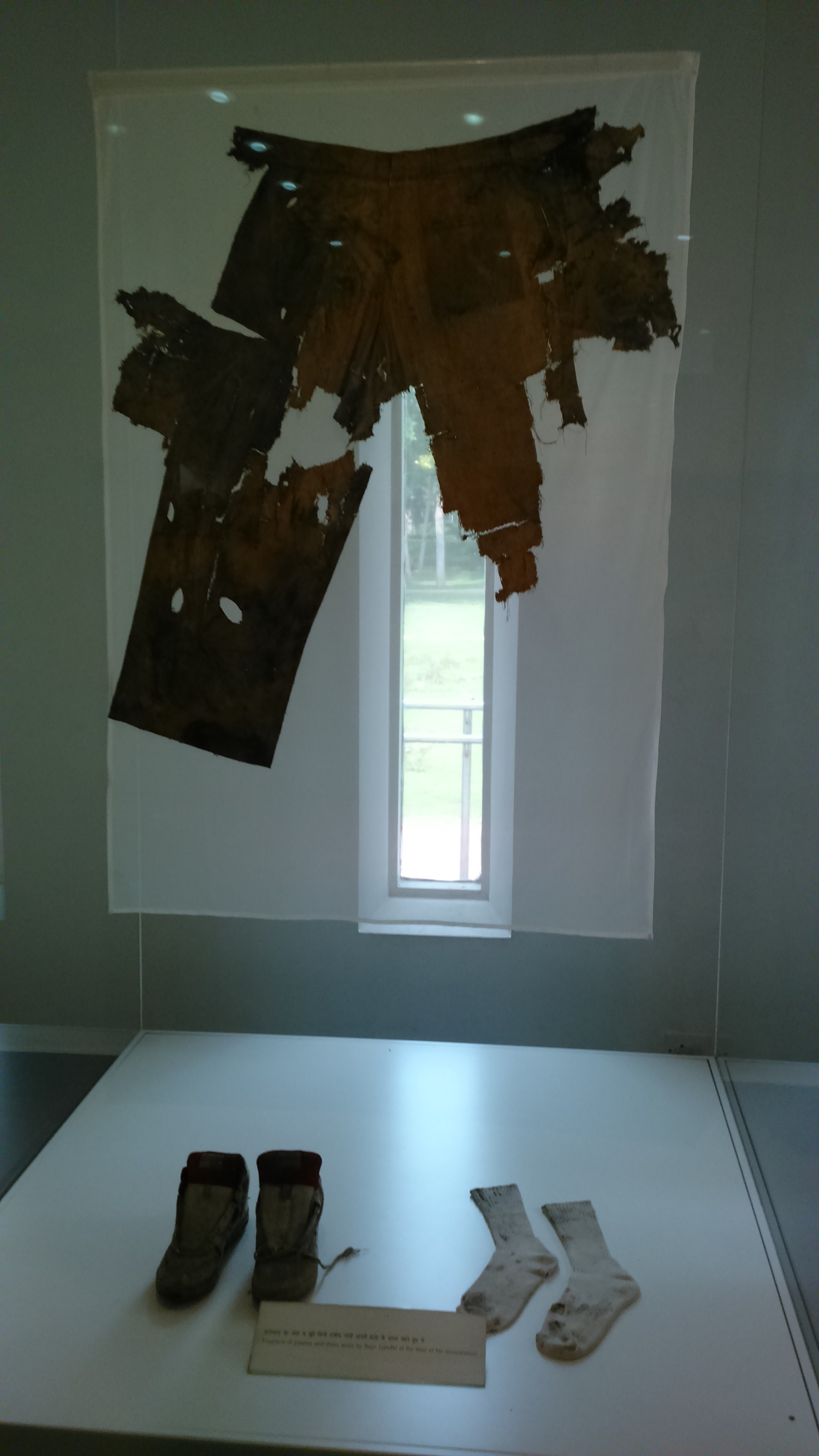
باقیمانده لباس‌های پوشیده شده توسط راجیو گاندی در هنگام ترور وی

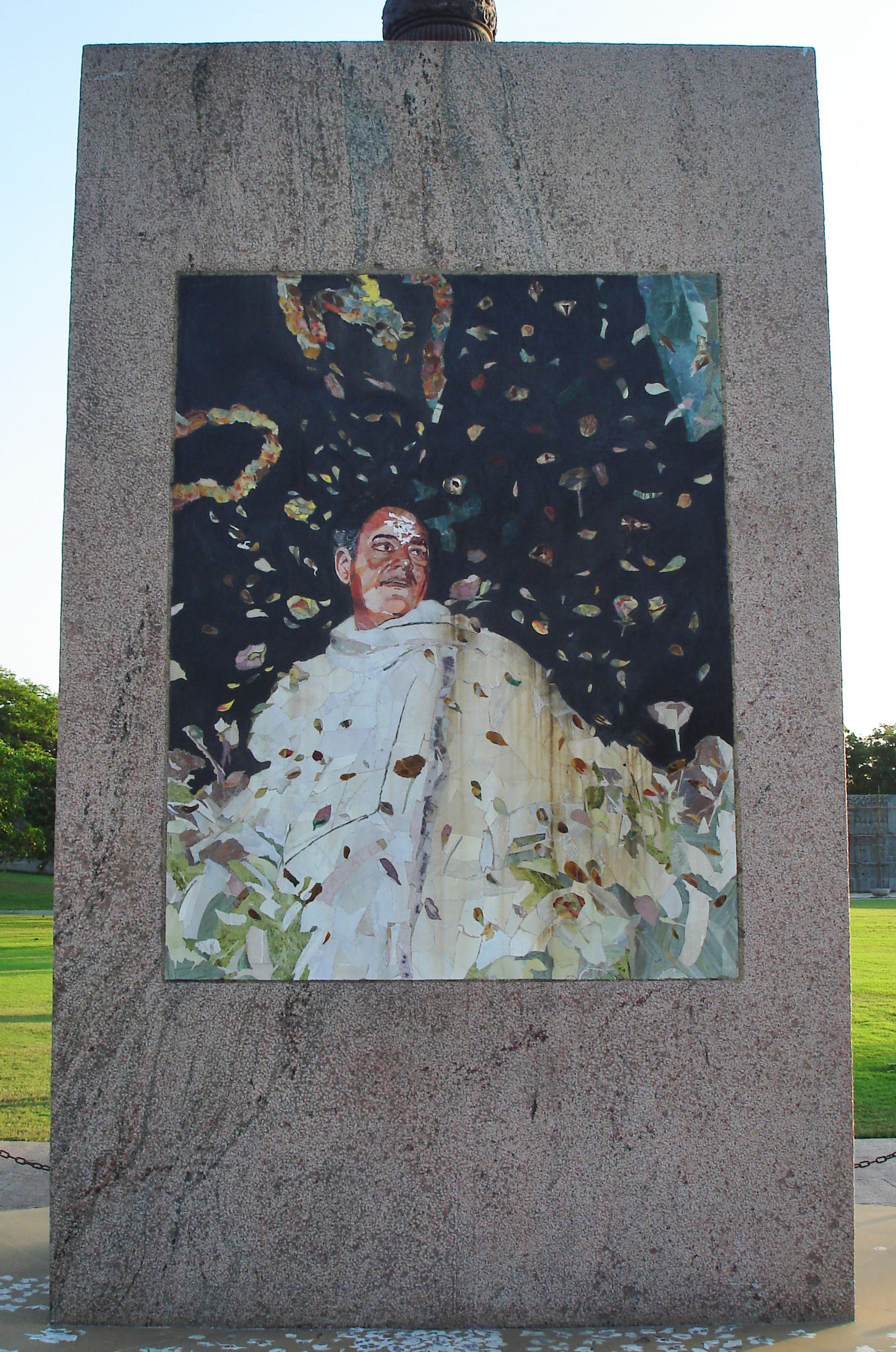
موزائیک سنگی که در محلی قرار دارد که راجیو گاندی در سرریزبودور ترور شده‌است

ترور راجیو گاندی، نخست‌وزیر سابق هند، در نتیجه یک بمبگذاری انتحاری در سریپرومبودور، چنای، در تامیل نادو هند در ۲۱ مه ۱۹۹۱ اتفاق افتاد. حداقل ۱۴ نفر دیگر علاوه بر راجیو گاندی کشته شدند. این عملیات توسط تنموزی راجاراتنام، عضو جنبش ببرهای تامیل ایلم (LTTE) انجام شد. در آن زمان، هند به تازگی درگیر جنگ خود از طریق نیروی حفظ صلح هند در جنگ داخلی سریلانکا بود.

## ترور

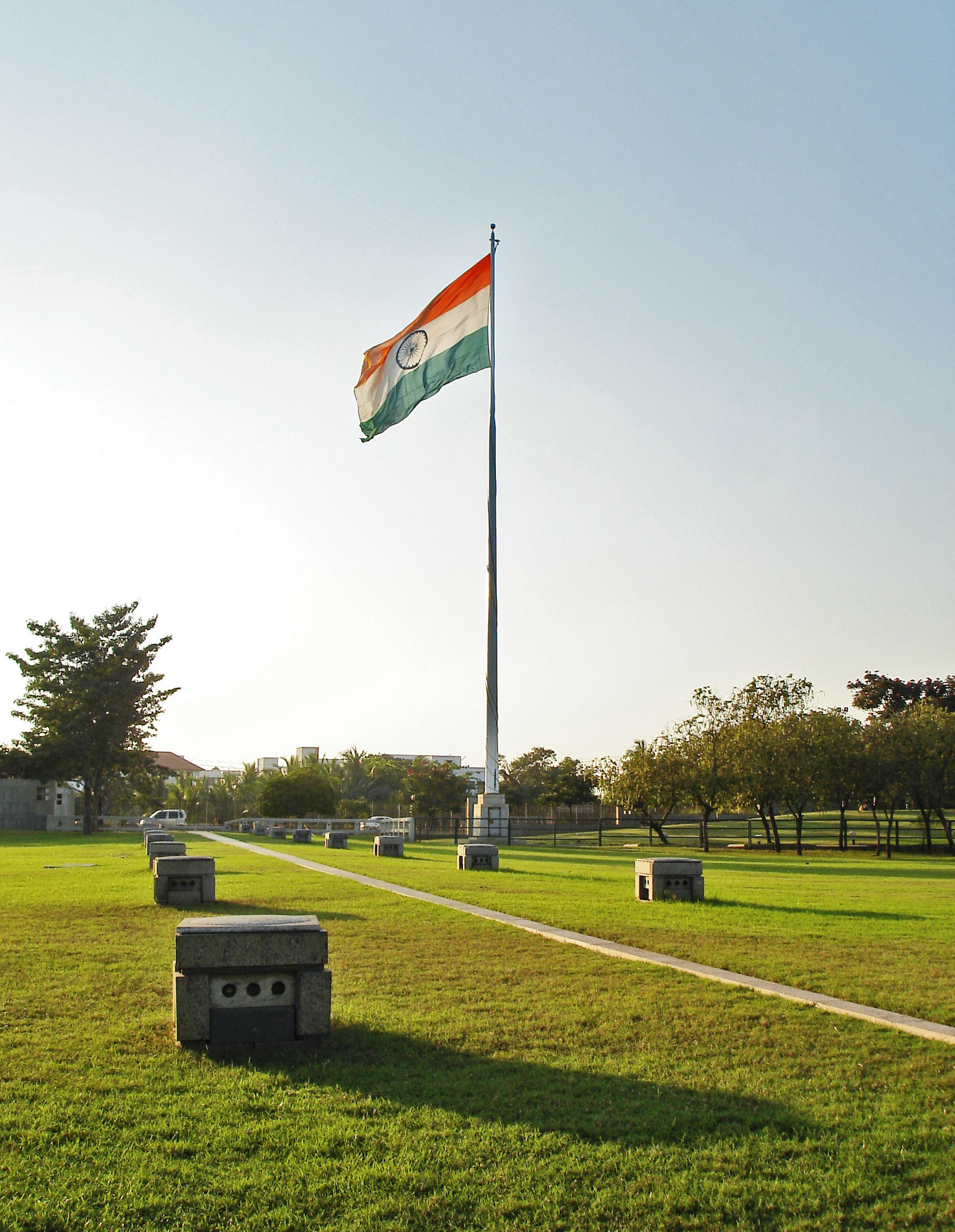
معروف به مسیر نور، این مسیری بود که گاندی قبل از ترور در آن حرکت کرد.

راجیو گاندی برای انتخابات آینده در ایالت‌های جنوبی هند فعالیت می‌کرد. در تاریخ ۲۱ ماه مه، پس از مبارزات انتخاباتی در ویساخاپاتنام، در سریپرومبودور، تامیل نادو توقف کرد. حدود دو ساعت پس از ورود به چنای، راجیو گاندی با یک هندوستان آمباسادور سفید به سمت سرپیربودور رفت و در چند محل انتخاباتی دیگر در مسیر انتخابات متوقف شد. هنگامی که به یک راهپیمایی در سرپیربودور رسید، او ماشین خود را ترک کرد و به سمت جایگاه سخنرانی رفت. در طول راه، وی توسط بسیاری از روحانیون، کارگران حزب کنگره و کودکان مدرسه احاطه شده بود. قاتل، (تنموزی رجارنام) به او نزدیک شد و به او سلام کرد. سپس خم شد تا پاهای او را لمس کند و کمربند انفجاری RDX که دقیقاً ساعت ۱۰:۱۰ دقیقه بعد از لباسش محکم بسته شده بود، منفجر شد. گاندی، قاتل وی و ۱۴ نفر دیگر در انفجار در پی آن کشته شدند به همراه ۴۳ نفر دیگر که به شدت زخمی شدند. این ترور توسط یک عکاس محلی به نام هری بابا فیلمبرداری شد که دوربین و فیلم وی با وجود اینکه او نیز در انفجار درگذشت، پیدا شد.

## قربانیان
راجیو گاندی: نخست‌وزیر هند
دارمن: پاسبان پلیس
سانتانی بیگم: رهبر کنگره ماهیلا
راجورو: بازرس پلیس
چاندرا: پلیس پاسبان
ادوارد جوزف: بازرس پلیس
محمد اقبال: سرپرست پلیس
لاتا کنان: کارگر کنگره ماهیلا
مونوسوامی: عضو شورای تامیل نادو
حدود ۴۳ نفر از جمله بازرس پلیس انوشوایا دیزی ارنست نیز در این انفجار زخمی شد.

## انگیزه
دیوان عالی کشور تصریح کرد که تصمیم برای از بین بردن گاندی با مصاحبه وی با مجله یکشنبه (۲۱ تا ۲۸ اوت ۱۹۹۰) مطرح شده‌است، گاندی در آنجا اظهار داشت که در صورت بازگشت قدرت، IPKF را برای خلع سلاح ببرهای تامیل مأمور می‌کند. گاندی همچنین در همان مصاحبه از امضای توافقنامه هند و سری لانکا دفاع کرد. تصمیم گروه ببرهای تامیل برای قتل او شاید با هدف جلوگیری از رسیدن دوباره او به قدرت باشد. پس از آن، کمیسیون عدالت تشکیل شد تا به بررسی این قتل بپردازد.
گزارش نهایی، که در ژوئن سال ۱۹۹۲ ارائه شد، نتیجه گرفت که ترتیبات امنیتی برای نخست‌وزیر سابق کافی بود.
علیرغم هیچ اقدامی، یافته‌های کمیسیون سؤالات مهمی را مطرح کرده‌اند که قبلاً توسط تحلیلگران سیاسی به‌طور مداوم مطرح شده بود. گاندی بارها و بارها مطلع شده بود که تهدیدی برای زندگی وی وجود دارد و وی نباید به تامیل نادو سفر کند. در حقیقت، فرماندار وقت تامیل، پروتکل رسمی را زیر پا گذاشت و دو بار به گاندی در مورد تهدید زندگی وی در صورت مراجعه به ایالت هشدار داد.
با این حال یک هیئت از گروه ببرهای تامیل در ۵ مارس ۱۹۹۱ با راجیو گاندی ملاقات کرده بود. یک هیئت دیگر در حدود ۱۴ مارس ۱۹۹۱ در دهلی نو ملاقات کرد.

رام بهادر رای نوشت: 
 پیامی که توسط هر دو هیئت به راجیو گاندی ارسال شده این بود که هیچ تهدیدی برای زندگی وی وجود ندارد و این که او می‌تواند بدون ترس از زندگی خود به تامیل نادو سفر کند. من بعد از ترور او یک سری مقاله انجام دادم که نشان می‌داد چگونه گاندی پس از این جلسات از امنیت خود شکایت کرده و در بیش از ۴۰ گردهمایی قوانین امنیتی را زیر پا گذاشته‌است. 

## مراسم خاکسپاری
پس از ترور وی، بدن مثله شده راجیو گاندی از فرودگاه بین‌المللی ایندیرا گاندی به دهلی نو منتقل شد. جسد وی برای کالبد شکافی، بازسازی و ترمیم بدن به انستیتوی علوم پزشکی هند در دهلی نو ارسال شد.
مراسم تشییع جنازه در راجیو گاندی در ۲۴ مه ۱۹۹۱ برگزار شد. مراسم تشییع جنازه وی به صورت زنده در سطح ملی و بین‌المللی پخش می‌شد و در این میان روسای بیش از ۶۰ کشور جهان حضور داشتند. او در سواحل رودخانه یامونا، در نزدیکی محل سوزاندن مادر، برادر و پدربزرگ خود سوزانده شد. امروز، محلی که وی در آنجا سوزانده شده‌است به عنوان وربوهومی شناخته می‌شود.

## تحقیق و بررسی
بلافاصله پس از ترور، دولت چاندراسخار تحقیقات را در ۲۲ مه ۱۹۹۱ به CBI تحویل داد. کارآگاهان نقش LTTE را در این ترور تأیید کرد، که توسط دیوان عالی هند تأیید شد.

## مجری

تنموجی رجاراتنام

این ترور توسط «تنموجی راجاراتنام» انجام شد. او عضو گروه مبارز تامیل سریلانکا، ببرهای تامیل ایلم بود. تنموجی دختر یک مرد تامیل سریلانکایی بود. او ۱۷ سال داشت که این ترور را انجام داد.

## رأی دیوان عالی کشور
طبق حکم دیوان عالی هند، توسط قاضی کی تیام، این قتل به دلیل خصومت شخصی ویلوبیلای پرابهاکاران، رئیس ببرهای تامیل با راجیو گاندی رخ داد. علاوه بر این، دولت راجیو گاندی دیگر سازمان‌های شبه نظامی تامیل مانند PLOTE را به دلیل حوادث کودتا در مالدیو در سال ۱۹۸۸ دشمن اعلام کرده بود. در سال ۲۰۰۱ پرابهاکاران به مطبوعات گفت که ترور راجیو گاندی یک واقعه اندوهناک است. در سال ۲۰۰۶، سخنگوی ببرهای تامیل، آنتون بالشینگام به کانال تلویزیونی هند NDTV گفت که این قتل «یک فاجعه بزرگ، یک تراژدی تاریخی تاریخی است که از آن بسیار پشیمان هستیم».

## داوری
دادگاه تحت قانون فعالیت‌های تروریستی و اخلال گر (TADA) انجام شد. در ۲۸ ژانویه ۱۹۹۸، دادگاه تعیین شده TADA در چنای برای همه ۲۶ متهم حکم اعدام صادر کرد. این اقدام طوفانی در هند ایجاد کرد و کارشناسان حقوقی متحیر شدند. گروه‌های حقوق بشری اعتراض کردند زیرا این دادگاه مطابق با معیارهای یک دادگاه آزاد نبود. دادگاه در پشت درهای بسته، در دادگاه‌های دوربین برگزار شد و هویت شاهدان فاش نشده‌است. یکی از متهمان، تنها ۱۷ سال داشت که دستگیر شد.
البته در تجدید نظر به دیوان عالی کشور، تنها چهار نفر از متهمین به اعدام و بقیه به زندان محکوم شدند.

## در فرهنگ عامه
- یادبود راجیو گاندی که در سایت ساخته شده‌است و یکی از مهمترین جاذبه‌های گردشگری در شهرک صنعتی کوچک است.
- ترور راجیو گاندی: سؤالات بی پاسخ و سؤالات غیرمستقیم توسط Subramanian Swamy
- توطئه برای کشتن راجیو گاندی - از پرونده‌های CBI توسط دفتر مرکزی تحقیقات مأمور تحقیقات و رئیس بازپرس پرونده قتل.[۲۴]
- Beyond the Tigers: پیگیری ترور راجیو گاندی توسط راجیف شارما.[۲۵]
- بای پس: نقص در تحقیقات پزشکی قانونی Rajiv Gandhi Murder، اولین فیلم بلند منبع باز از هند است.[۲۶][۲۷]